# Тен Берге
Тен Берге (нидерл. Kasteel Ten Berghe) — старинный замок, расположенный к северу от Брюгге, в провинции Западная Фландрия, Бельгия. На протяжении веков комплекс неоднократно перестраивался, прежде чем обрёл свой современный облик к концу XIX века. По своему типу относиться к замкам на воде.

## История

### Ранний период
Усадебный дом на этом месте впервые упоминается в документах 1267 года. Первоначально это был административный центр феодального поместья графа Фландрии. В 1390 году Йонкер Ян Вальер продал усадьбу вместе со всеми строениями семье Ван Руден. Этот род владел комплексом до 1482 года. Затем имение купил Корнелис Деспаерс. К тому времени замок окружили широким рвом, заполненным водой. Попасть на искусственный остров можно было по единственному подъёмному мосту с восточной стороны. Перед мостом построили форбург, который также обнесли рвом с водой. В нём разместились конюшни, кузница и многочисленные склады.
7 октября 1490 года во время Фламандского восстания против Максимилиана замок был захвачен и сожжён войсками, направленными в регион по приказу Энгельберта II Нассауского. Вскоре Жак Деспар, владевший замком в то время, приказал его восстановить.
Николя Деспар, знаменитый мэр Брюгге (1522—1597), проводил в замке много времени и скончался здесь.

### Эпоха Ренессанса
В 1610 году замок перешёл по наследству семье де Крёзер де Берже. Этот род владел имением и замком до начала XIX века. Затем Тен Берге перешёл в собственность семьи Калоен де Бассегем, представители которой являются хозяевами комлпкса по настоящее время на 2022 год.

### XIX—XX века

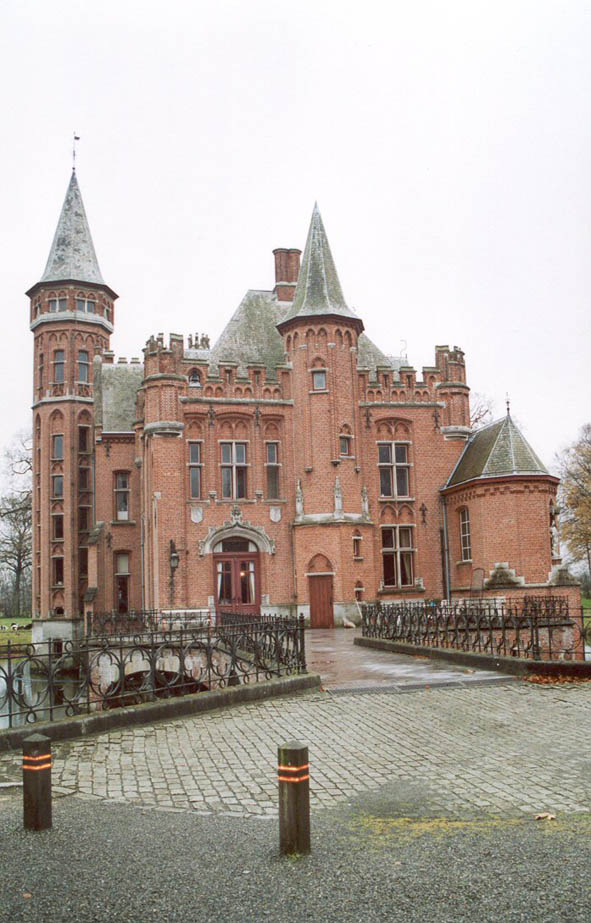
Мост, ведущий к замку

В 1877 году замок был расширен и серьёзно перестроен по проету архитектора Йозефа Шадде. В ходе реконструкции и реставрации Тен Берге приобрёл свой нынешний неоготический облик. В течение 1880-х годов многие хозяйственные постройки замка (расположенные на территории бывшего форбурга), включая конюшни и каретный сарай, были снесены или полностью перестроены. Владельцы провели работы по частичной засыпке рва. На освободившемся месте разбили сады и обустроили цветники.
В период с 2003 по 2004 год в замке провели новые строительные работы. Главной целью этой реконструкции стало превращение бывшей частной жилой резиденции в современный отель или гостевой дом.
В 2009 году замок был включён в список объектов архитектурного наследия Фландрии. В 2013 году Тен Берге был признан охраняемым памятником архитектуры Бельгии.

## Описание
Замок и его хозяйственные постройки построены из оранжевого кирпича. К главному зданию ведёт стационарный арочный мост с коваными парапетами. Прежде на его месте находился разводной мост, перекинутый через ров. Главное здание состоит из нескольких примыкающих другу к другу прямоугольных корпусов и башен. С правой стороны от главного фасада находится небольшая часовня. Её интерьеры оформлены в стиле неоготики и неоренессанса.
Замок окружён пейзажным парком.

## Современное использование
В настоящее время в замке размещается гостиница типа Bed and breakfast. В замке регулярно проходят различные культурные мероприятия. По договорённости с владельцами его можно арендовать для проведения свадьбы, юбилейных торжеств или корпоратива.

## Галерея

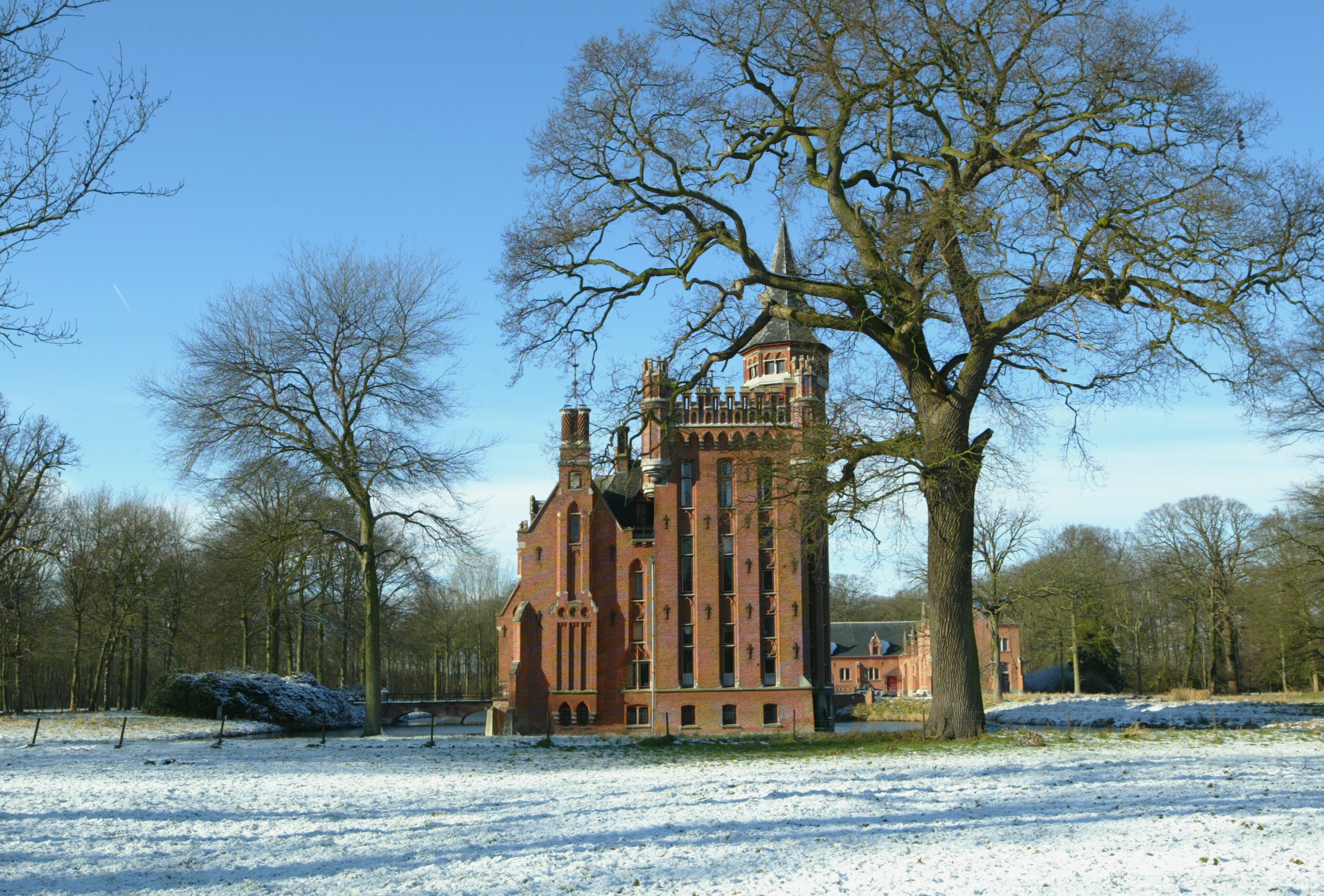
Вид замка зимой
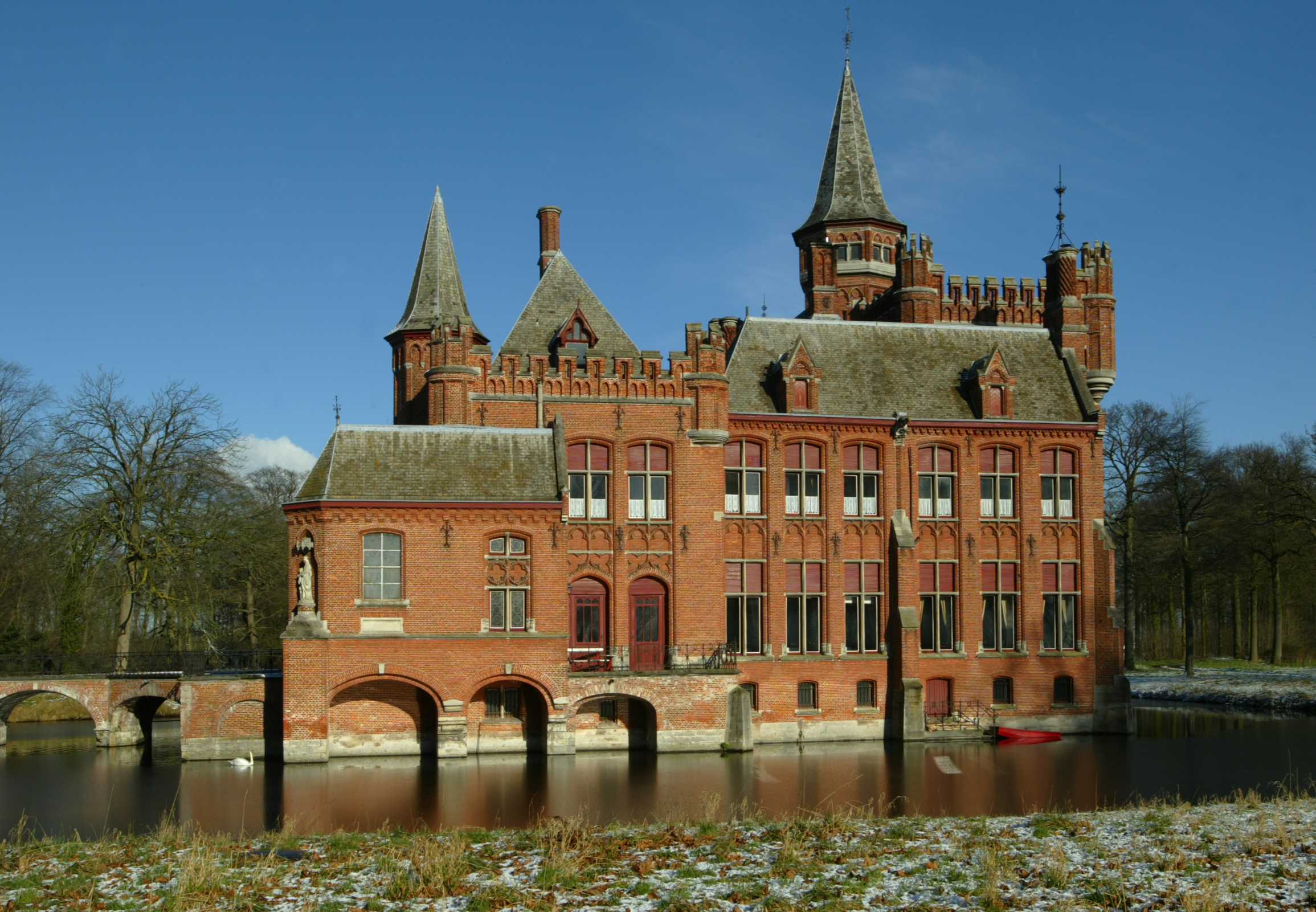
Вид замка с южной стороны
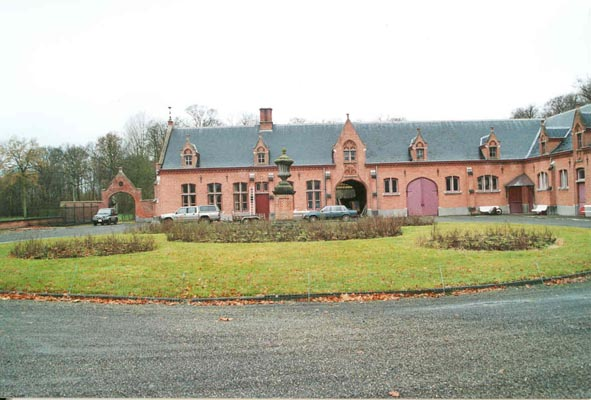
Бывший форбург замка
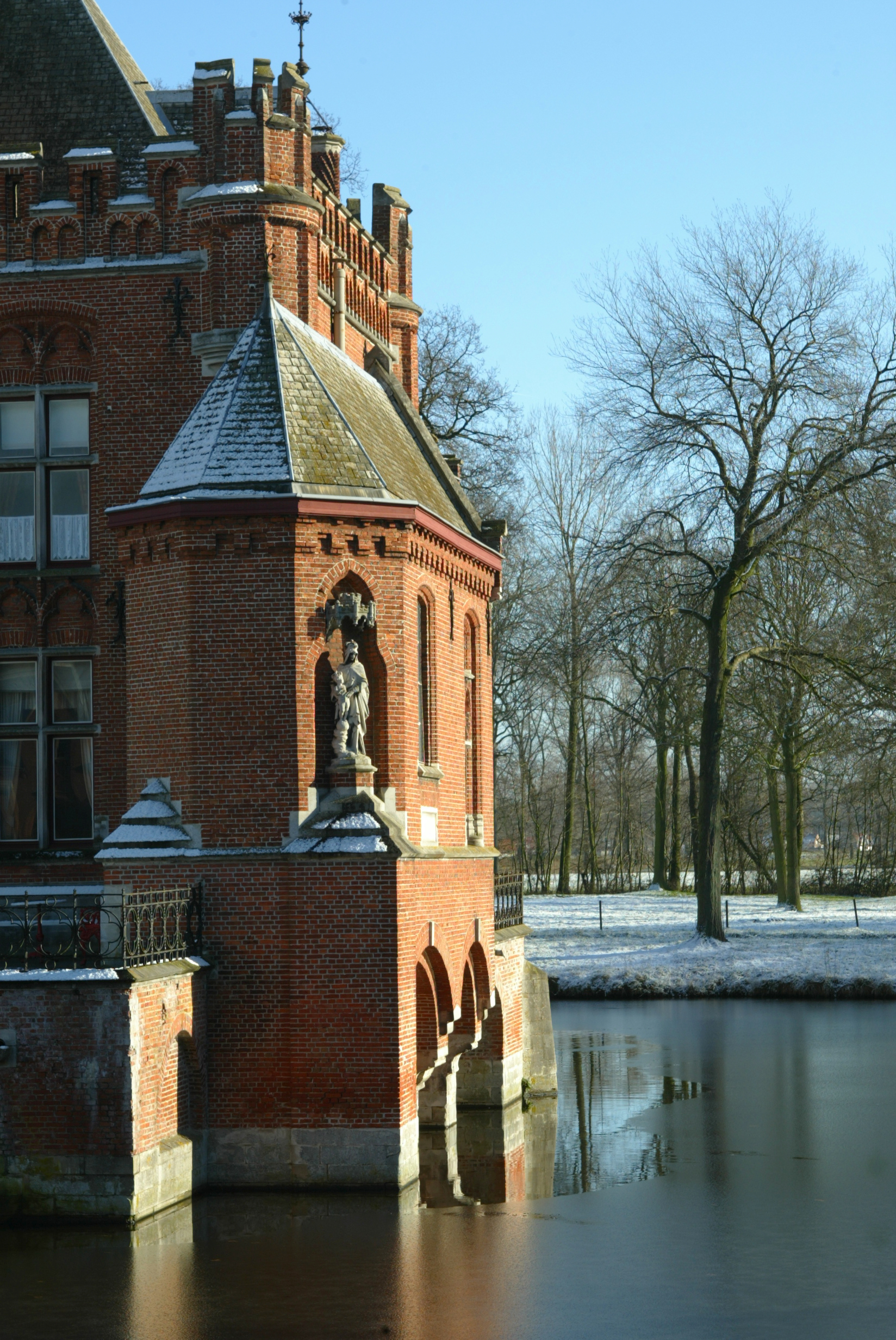
Замковая часовня
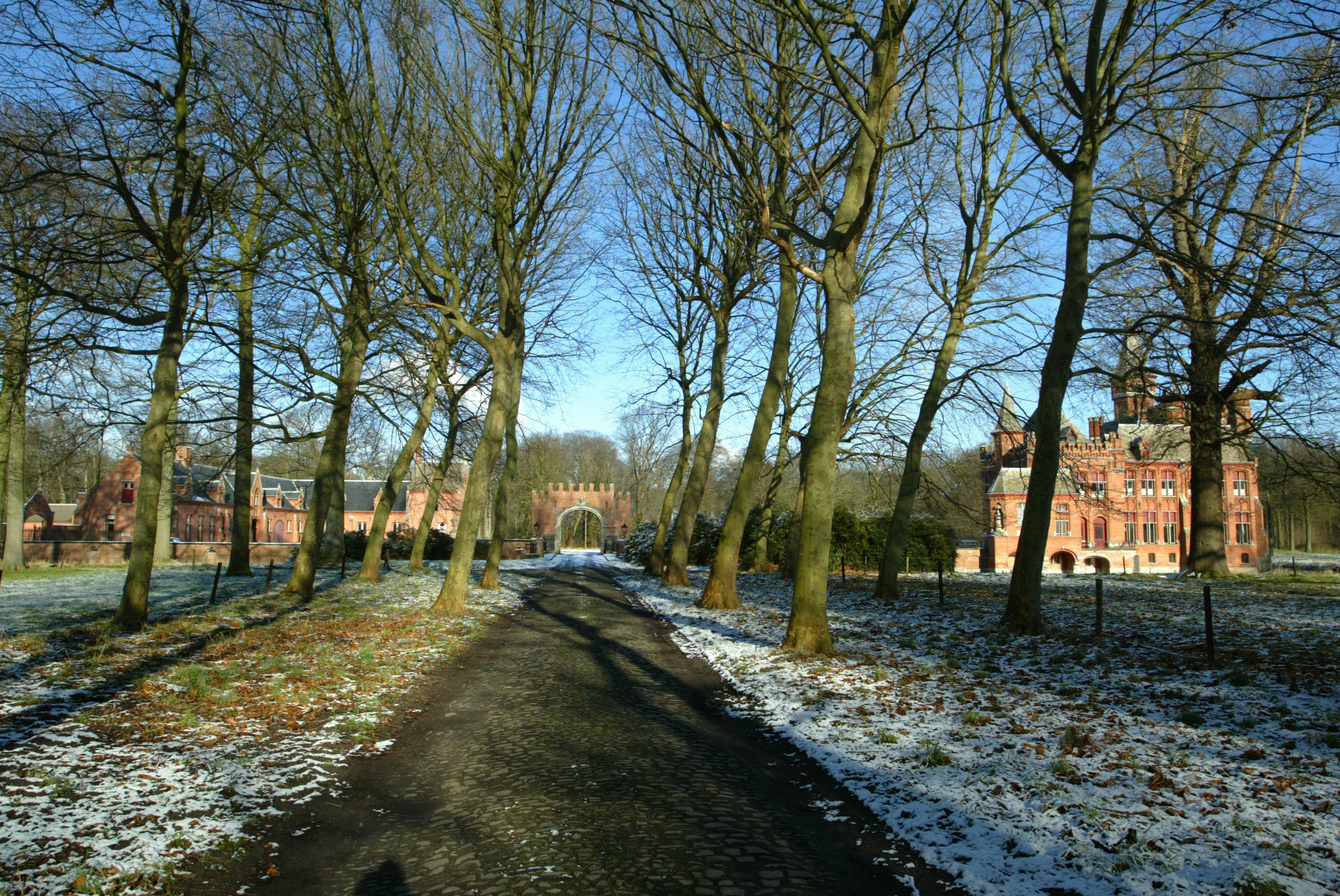
Дорога, ведущая к замку